# Сен-дю-Нор
Сен-дю-Нор (фр. Sains-du-Nord) — город и коммуна во Франции, регион О-де-Франс, департамент Нор, округ Авен-сюр-Эльп, кантон Фурми. Расположена в 8 км к юго-востоку от Авен-сюр-Эльпа и национальной автомагистрали N2. На западе коммуны находится железнодорожная станция Сен-дю-Нор линии Лилль-Ирсон.
Население (2017) — 2 892 человека.

## Экономика
Структура занятости населения:
- сельское хозяйство — 3,8 %
- промышленность — 6,7 %
- строительство — 6,6 %
- торговля, транспорт и сфера услуг — 18,3 %
- государственные и муниципальные службы — 61,6 %

Уровень безработицы (2017) — 17,9 % (Франция в целом — 13,4 %, департамент Нор — 17,6 %). 

Среднегодовой доход на 1 человека, евро (2017) — 17 290 (Франция в целом — 21 110, департамент Нор — 19 490).

## Администрация
Администрацию Сен-дю-Нора с 2008 года возглавляет Кристин Бакен (Christine Basquin). На муниципальных выборах 2014 года возглавляемый ею правый блок одержал победу в 1-м туре, получив 62,76 % голосов.

## Демография
Динамика численности населения, чел.